# Caldwelliola bipunctata
Caldwelliola bipunctata är en insektsart som beskrevs av Nielson et Godoy 1995. Caldwelliola bipunctata ingår i släktet Caldwelliola och familjen dvärgstritar. Inga underarter finns listade i Catalogue of Life.